# 新濠天地

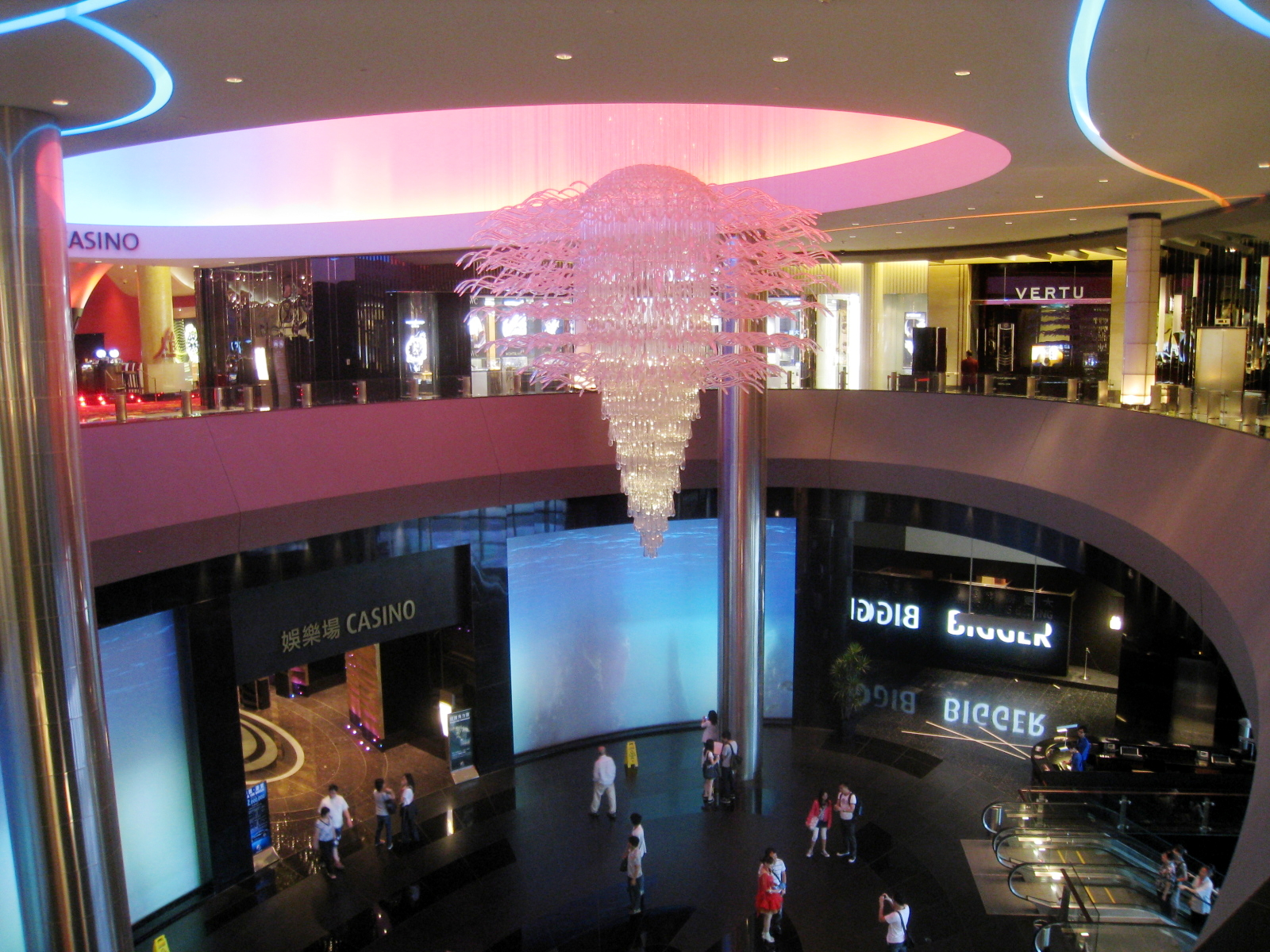
正門入口大堂（2009年）

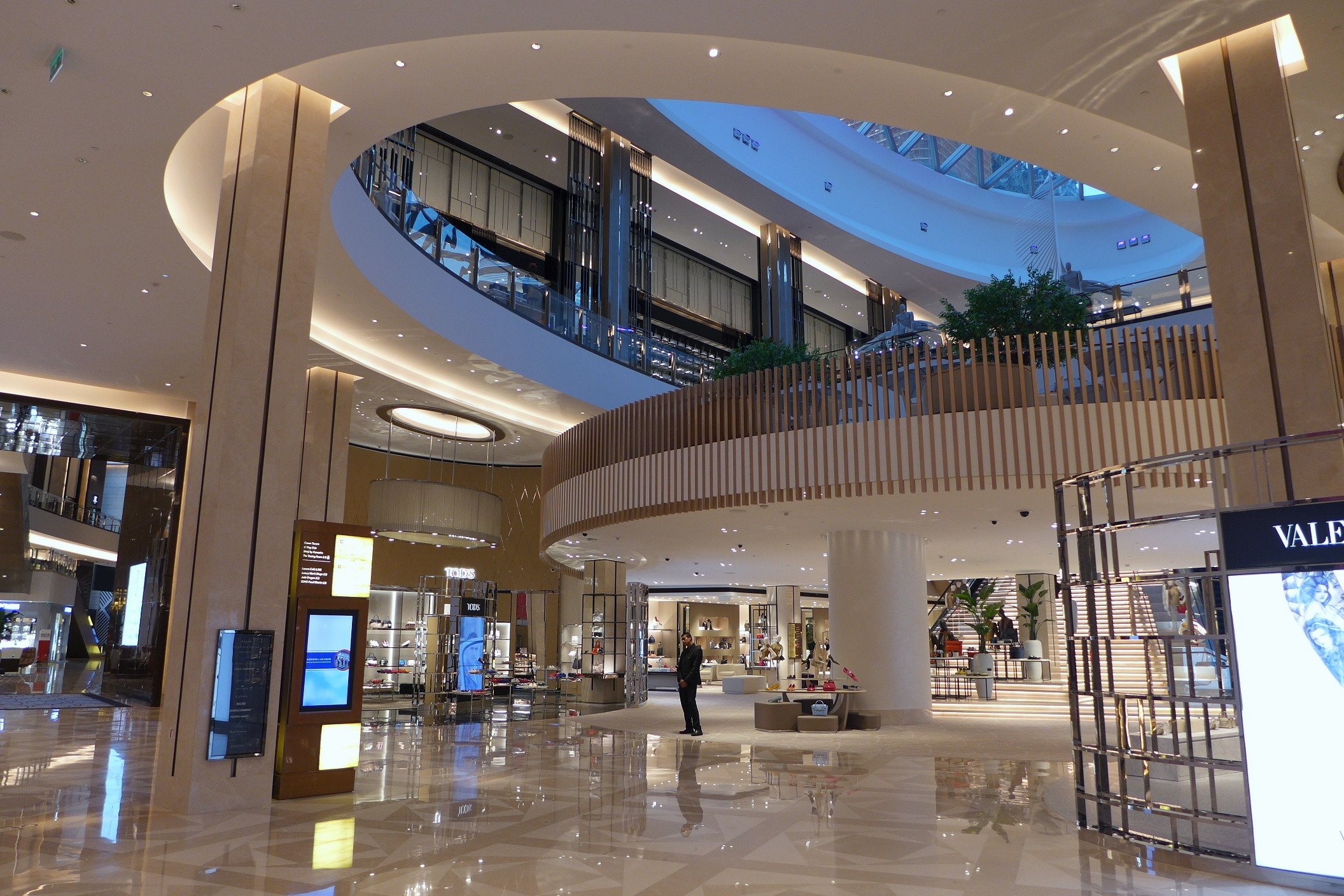
澳門T廣場於2016年6月加設，前身為人工湖

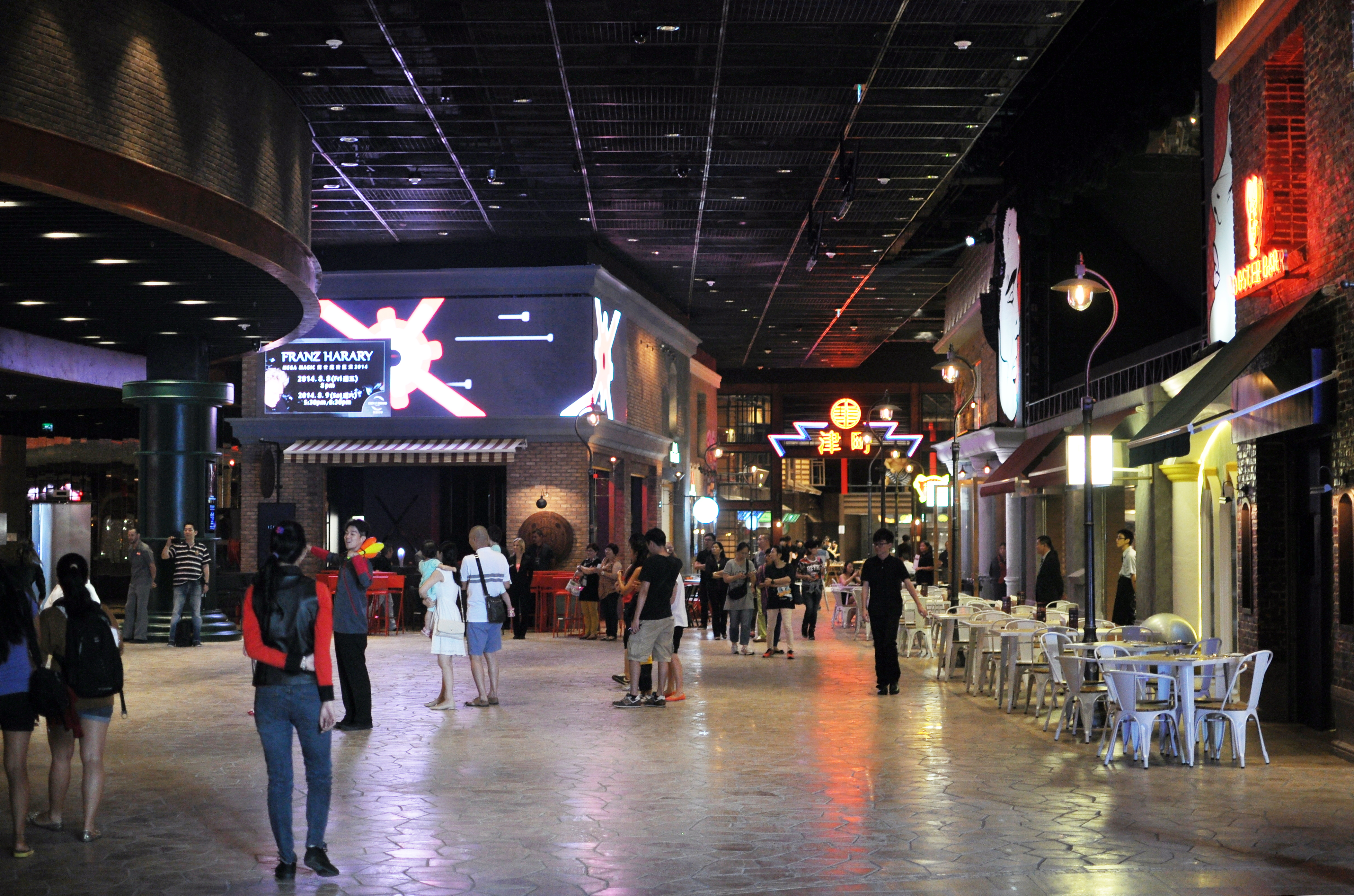
位於2樓的SOHO蘇濠

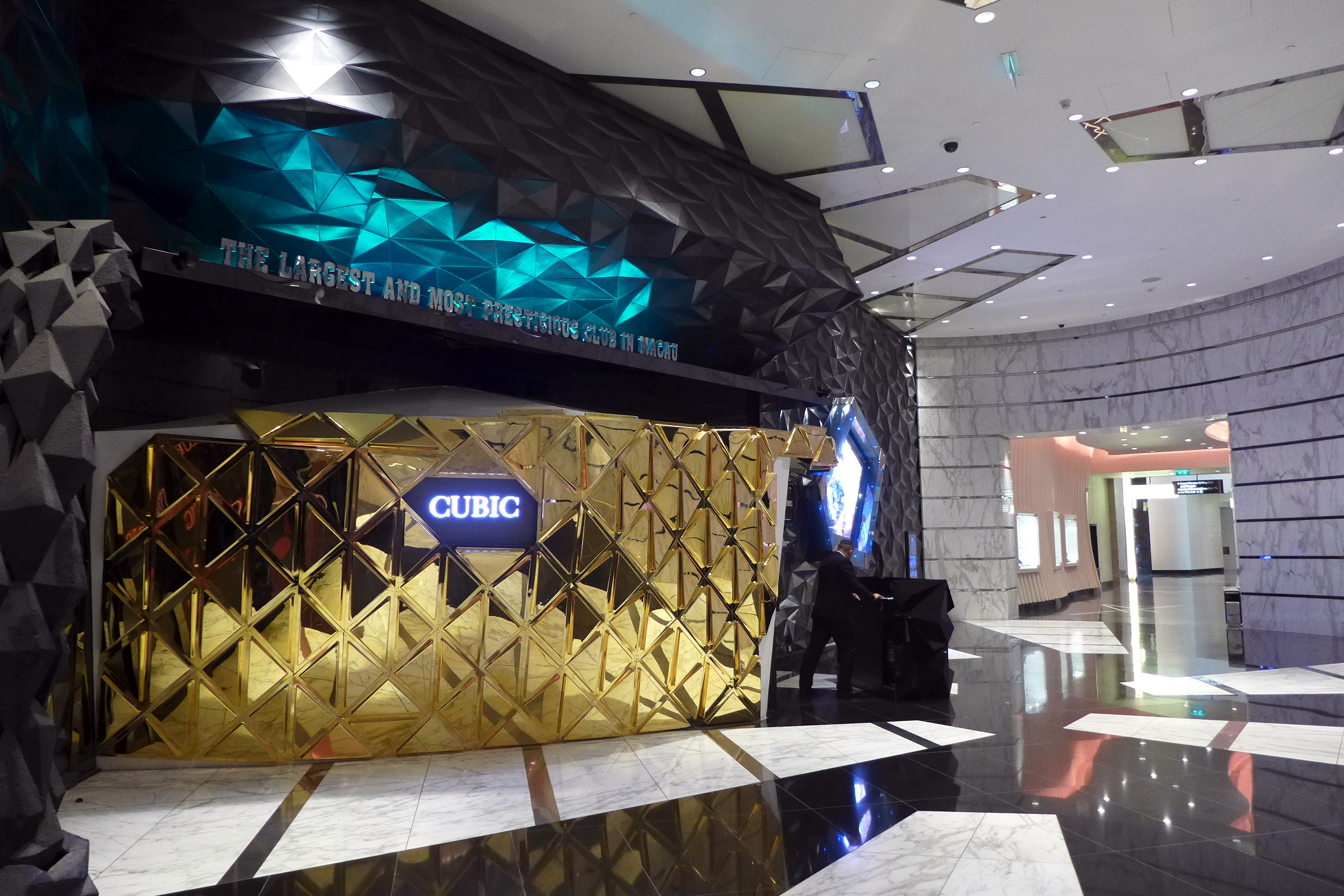
位於2樓的嬌比 Cubic 的士高場入口

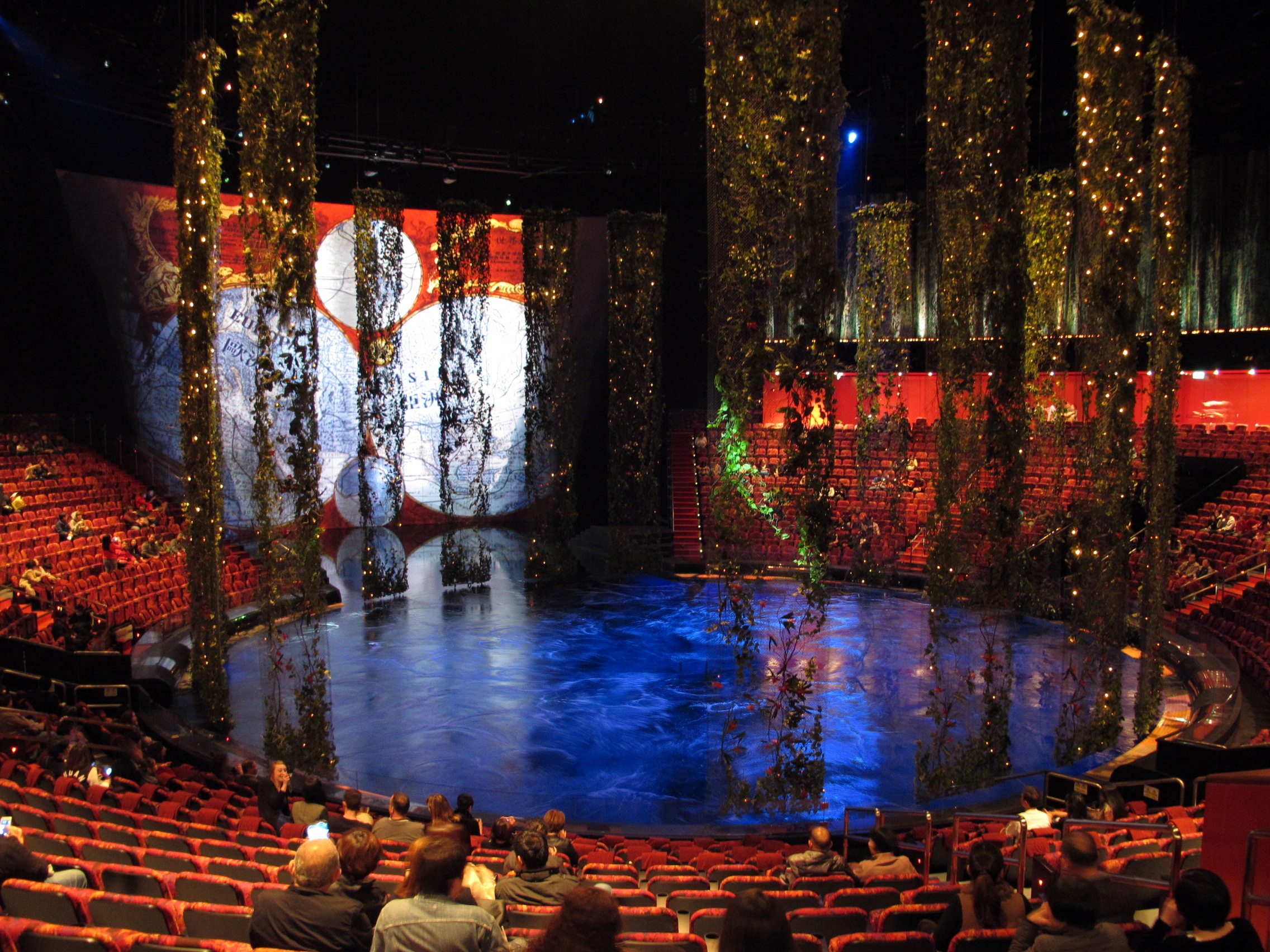
水舞間劇院可容納1,961名觀眾

新濠天地（英語：The City of Dreams）是澳門新濠博亞娛樂有限公司的博彩旗艦計劃，位處澳門路氹城金光大道區域，毗鄰澳門科技大學，項目第一期於2009年6月1日在澳門路氹城開幕，內設娛樂設施、夜總會、酒店、餐廳、購物商場及娛樂場等多元化設施。
新濠天地首階段項目包括提供約300間客房的頤居酒店和提供380間客房的迎尚酒店。而澳門君悅酒店於2009年9月29日正式開幕，設有791間客房。
項目於2014年至2016年進行大型改建工程。

## 設施
首階段項目包括：
兩家酒店：頤居酒店以及迎尚酒店。
新世代娛樂場，面積約420,000平方呎，設有約550張賭桌和約1,350台角子機。
新濠大道，一系列世界名店品牌、超過20間餐廳及酒吧（包括酒店）。到2016年被澳門T廣場取代
龍騰，是一個圓形劇場，也是新濠天地的建築地標。在2015年1月關閉。皇室學校2018年9月13日開幕
第二階段項目包括：
一家酒店：澳門君悅酒店。
水舞間劇院，為大型匯演而度身定造的劇院，上演由Franco Dragone（1952-2022）執導的劇目。
第三階段項目包括：
原規劃作酒店服務式住宅，提供約800個單位。到2014年改為由伊拉克裔英國建築師札哈·哈蒂設計的酒店大樓。大樓總樓面面積約15萬平方米，樓高40層。設有約780間客房、套房及別墅式套房。而天台設室外游泳池、特色餐廳、酒吧、水療中心、豪華休息室、會議及活動設施，以及藝術展覽區等。新酒店命名為摩珀斯酒店（Morpheus），建築預算為10億美元，於2018年6月15日開幕。

## 酒店
新濠天地設有四家酒店，第一期設有頤居酒店以及迎尚酒店，而第二期則設有澳門君悅酒店，而第三期則設有摩珀斯酒店，四家酒店共提供超過2,000間客房。

### 頤居
頤居（前稱皇冠度假酒店）是澳門首座隋圓柱形建築物，內設300間客房，於2009年6月1日開幕；而客房則分為豪華客房、豪華貴賓客房、豪華套房和豪華貴賓套房四款。

### 迎尚酒店
迎尚酒店（2018年4月前稱Hard Rock酒店）是澳門首座圓柱形建築物，內設380間客房，於2009年6月1日開幕；而客房則分為標準大床客房、標準雙人客房、雙連標準客房、單邊套房及搖滾巨星套房五款。

### 澳門君悅酒店
澳門君悅酒店設有兩座式酒店大樓，共有791間客房，於2009年9月29日正式開業；而客房則於同年11月1日才正式對外開放。

### 摩珀斯
摩珀斯酒店（前稱沐梵世酒店）設有兩座式39層高酒店大樓，由已故著名建築師薩哈·哈帝設計。總樓面面積150,927平方米，提供770間客房、套房、空中別墅及複式別墅，建築預算為10億美元（約78億港元），在2018年6月15日開幕。

## 零售餐飲

### 米芝蓮摘星餐廳
杜卡斯餐廳

譽瓏軒

鮨金悅

### 新濠天地旗下餐廳
天頤

T FOR TAPAS 歐陸美食

北方麵棧

御膳扒房

金映閣

風雅廚

金滿御苑

金滿樓

### 君悅酒店旗下餐廳
mezza9 Macau

滿堂彩

位於三十七樓的私房菜

### 澳門T廣場
位於擴建範圍，總面積達23,000平方呎，於2016年6月3日至12月期間分階段開幕。廣場佔地兩層，由DFS環球免稅集團投資、營運及管理，內設超過100個高級時裝、鞋履、名錶珠寶、美妝香水及配飾品牌、部份有首次進駐澳門之國際品牌。

### SOHO蘇濠
2014年，業主將2樓新濠大道名錶及珠寶店改為餐飲娛樂專區「SOHO蘇濠」，在同年7月開業。設16間中西餐廳及酒吧，當中包括提供養生韓國料理的「韓家得蔘雞湯」、香港「深井陳記燒鵝」等，而「津町日本料理」佔地最大，設多個吧檯位置由不同廚師分別主理爐端燒、壽司、丼、拉麵和炸物。

## 新世代娛樂場
新世代娛樂場面積約為420,000平方呎，由新濠博亞娛樂有限公司負責管理，設計比較大眾化，適合大部份客人；Hard Rock娛樂場位於新世代娛樂場的一樓層，娛樂場內外都擺放超過200件珍貴Hard Rock珍藏品，場內設計較年輕化，主要吸納年輕一代的顧客；整個娛樂場設有約550張賭桌和1,350台角子機。

## 娛樂

### 水舞間
水舞間由世界著名的靈感創作大師 Franco Dragone製作，節目籌劃5年、耗資超過20億港元製作。「水舞間」已成為遊澳門的必看節目之一，深受遊客歡迎。劇院設多項尖科技器材，由貝氏建築事務所設計、與Dragone場景設計師Michel Crête先生合作並創作而成，可容納2,000名觀眾。當中舞台泳池容量高達370萬加侖，相等於5個奧林匹克標準泳池的容量。「水舞間」亦糅合了高難度特技表演，配上絢爛炫目的服裝及匠心獨運的空間設計，為觀眾演繹出一個穿越時空的浪漫傳奇。

#### 「水舞間」故事大綱
這是一場關於愛情與冒險、光明與黑暗的對決。英勇的異鄉人意外闖入神秘王國，拯救被黑皇后囚禁的安妮公主。水成為他們的聯結，見證了由愛與勇氣催生而出的奇跡。

### 童夢天地
位於3樓，為澳門最大的兒童樂園，佔地超過10,000平方尺，共分四個主題區：創意坊、夢劇院、科幻世界及勇闖巔峰，讓2至12歲之小童透過互動遊戲，刺激其想像力。

### 嬌比 Cubic 的士高場
為澳門最大的的士高，佔地約30,000平方呎，樓高兩層，每逢週末均有國際知名DJ及歌手駐場演出。設施包括表演舞台、激光舞池、黑色哥德式酒吧區及全亞洲首家Perrier-Jouët香檳吧，上層則有5間主題貴賓房。

## 電梯配置
新濠大道、頤居及摩珀斯酒店升降機一律採用奧的斯升降機。
君悅及迎尚酒店升降機一律採用迅達升降機。

## 已關閉的設施

### 新濠大道

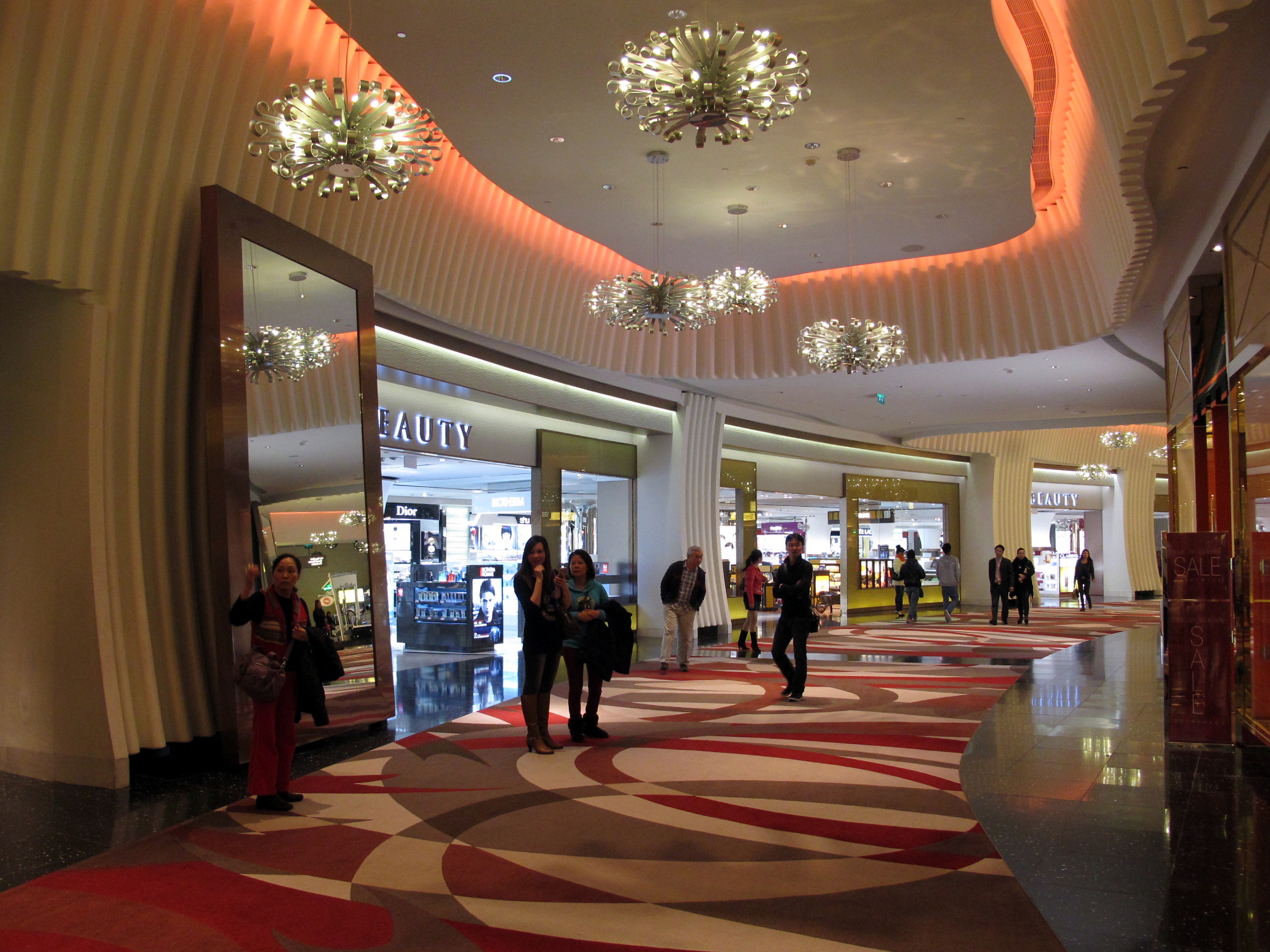
新濠大道已於2016年全面關閉，並進行翻新

新濠大道（The Boulevard）是位於新濠天地的室內購物中心，共分為兩個銷售樓層，第一層為時裝及飾物專區，第二層則為名錶及珠寶世界，於2014年結業。
部份商店由DFS環球免稅集團投資及管理。到2016年6月3日起，新濠大道全面關閉進行翻新。

### 飲食
新濠天地設有多家餐廳、咖啡廳及麵館共約20家，從休閒餐飲到佳餚盛宴都一應俱。初期開幕位於二樓饕食天堂於2010年改為由佳景集團管理的「食通天」自助餐廳，到2014年因擴建工程而關閉。二樓HARD ROCK賭場內的「YO見麵」也結業，於2012年改為HARD ROCK CAFE。

### 龍騰
龍騰，是一個圓形劇場，是新濠天地的建築地標。約15分鐘的精彩娛樂表演講述了龍珠和它賜給四大龍王神秘力量的故事，這四大龍王分別帶著觀眾們一起體驗奇幻的感官歷程。設施在2015年1月關閉。

### 虛擬水族館
位於新濠天地正門入口，透過高科技投射裝置，可讓遊人置身於如幻似真的海底世界，與各式海洋生物相遇，還可欣賞嬌美的美人魚翩翩起舞，並接受她的祝福。水族館已於2016年底結束。

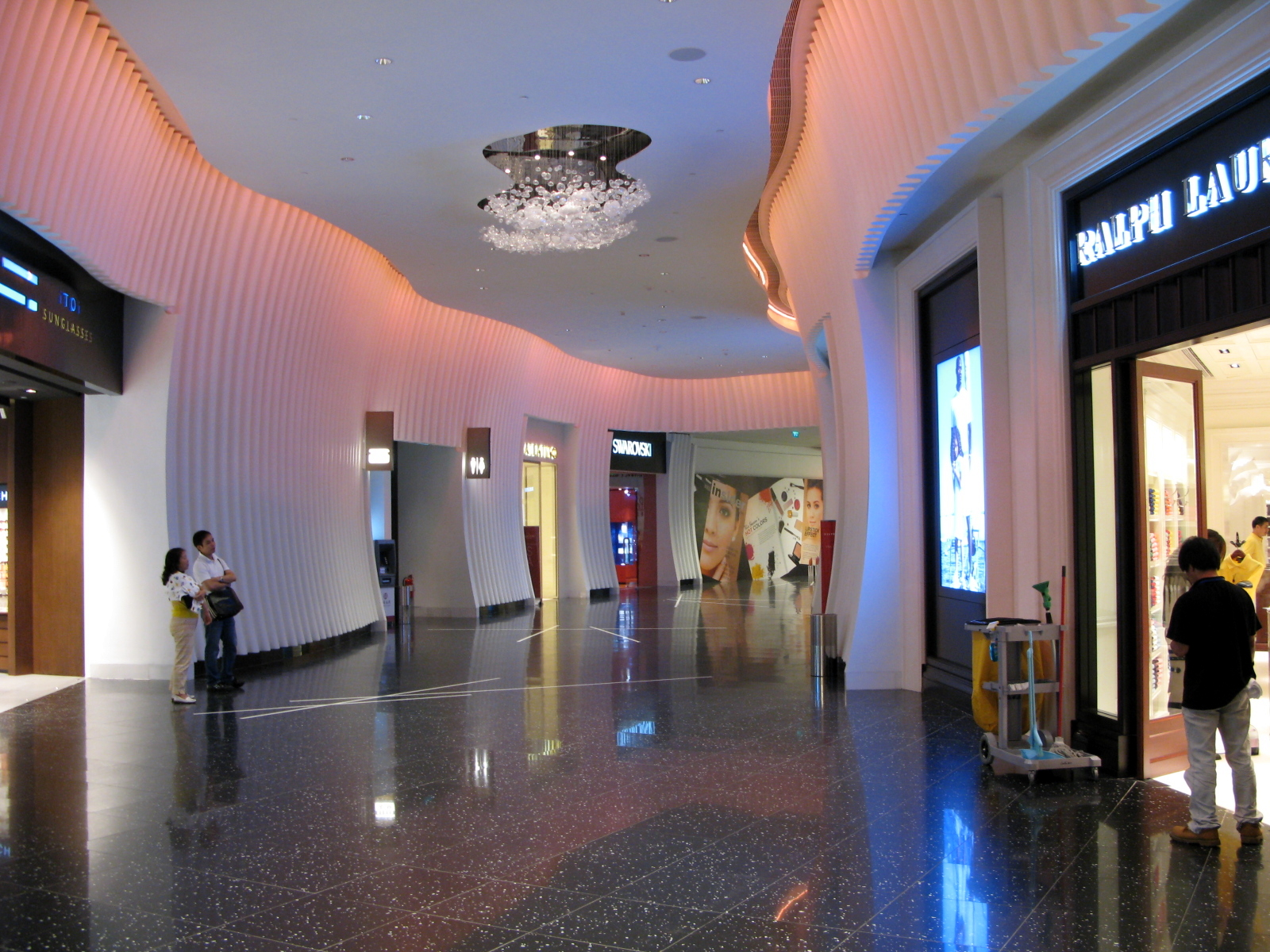
新濠大道一樓
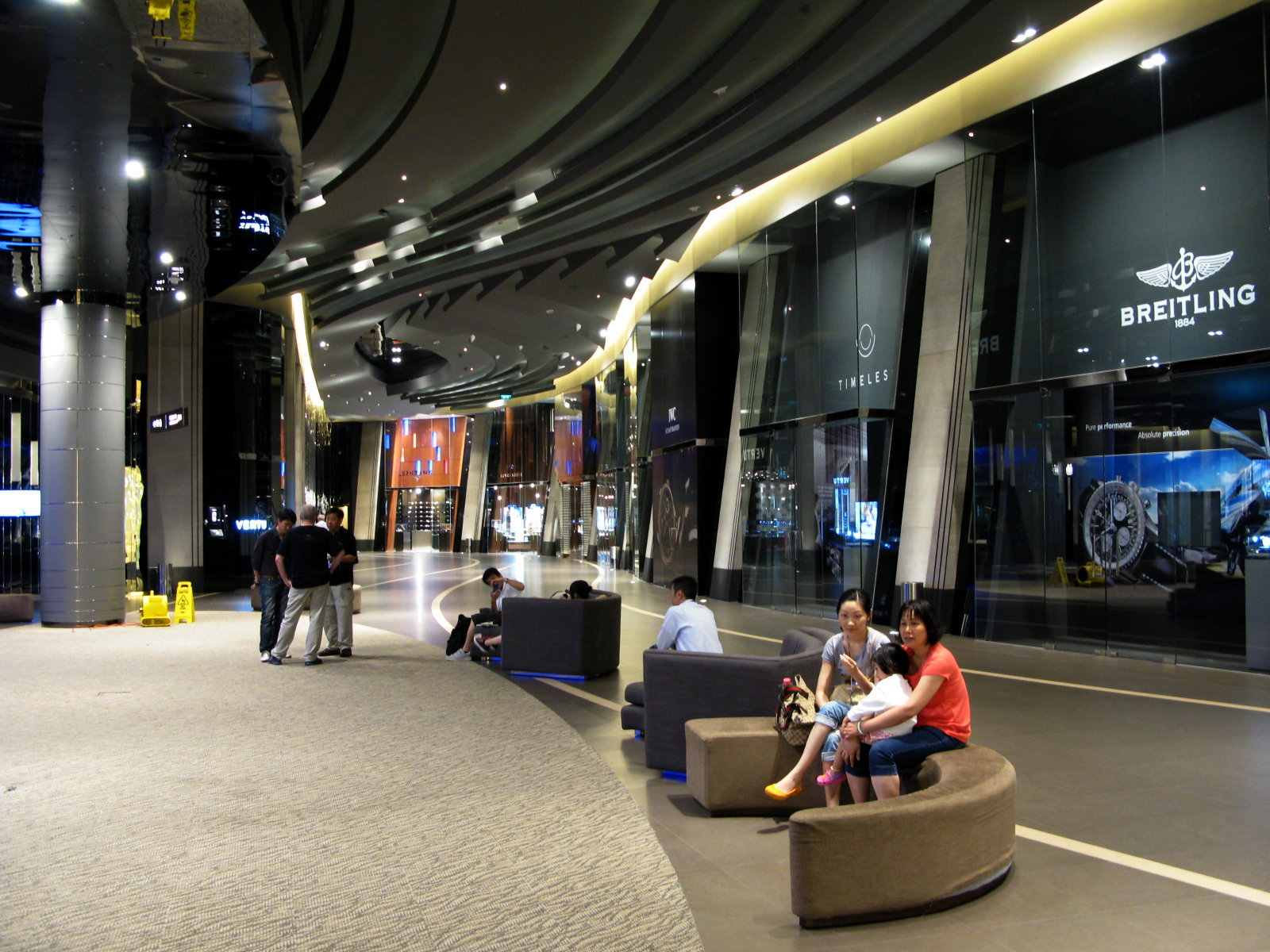
新濠大道二樓
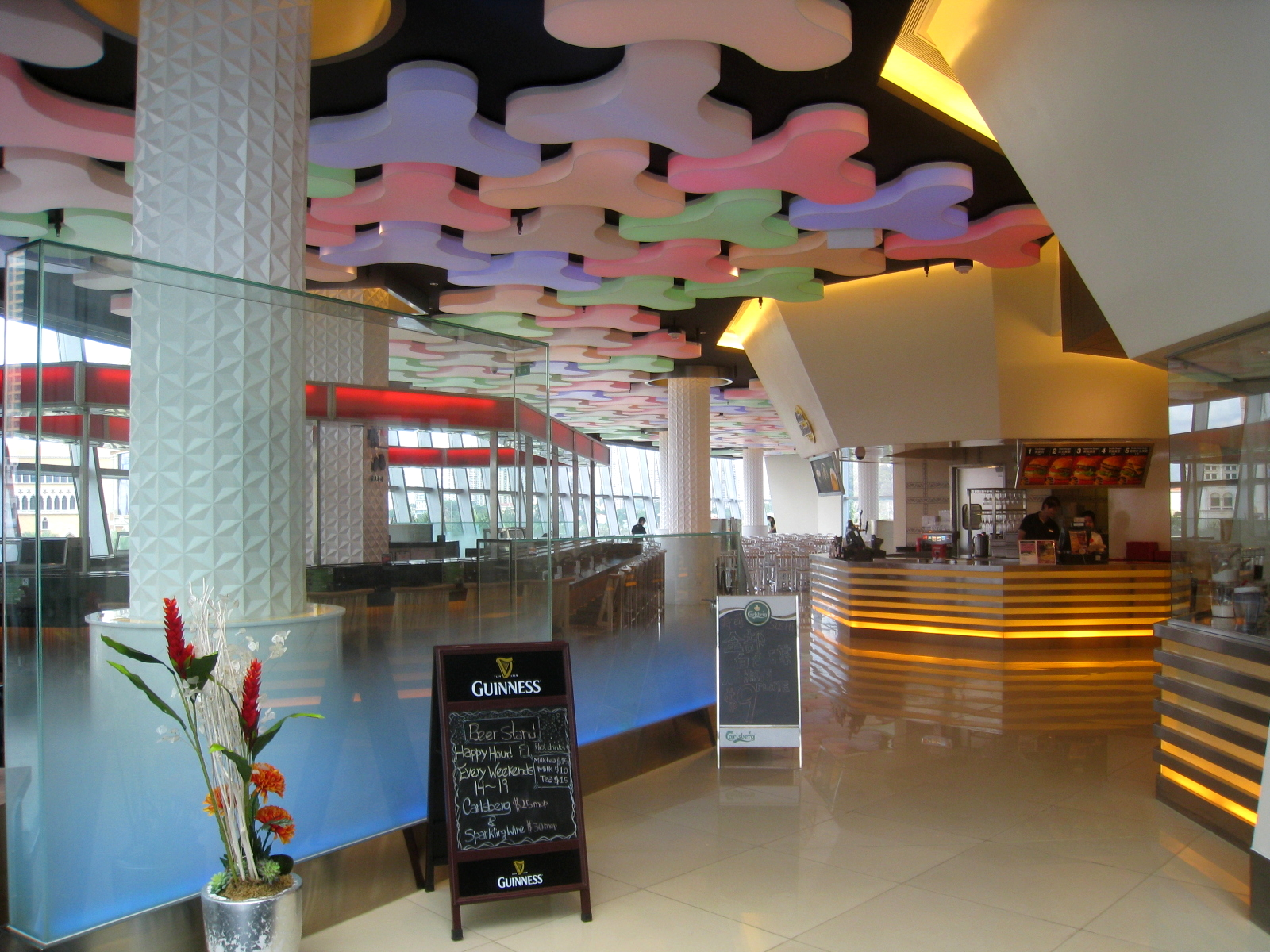
美食廣場
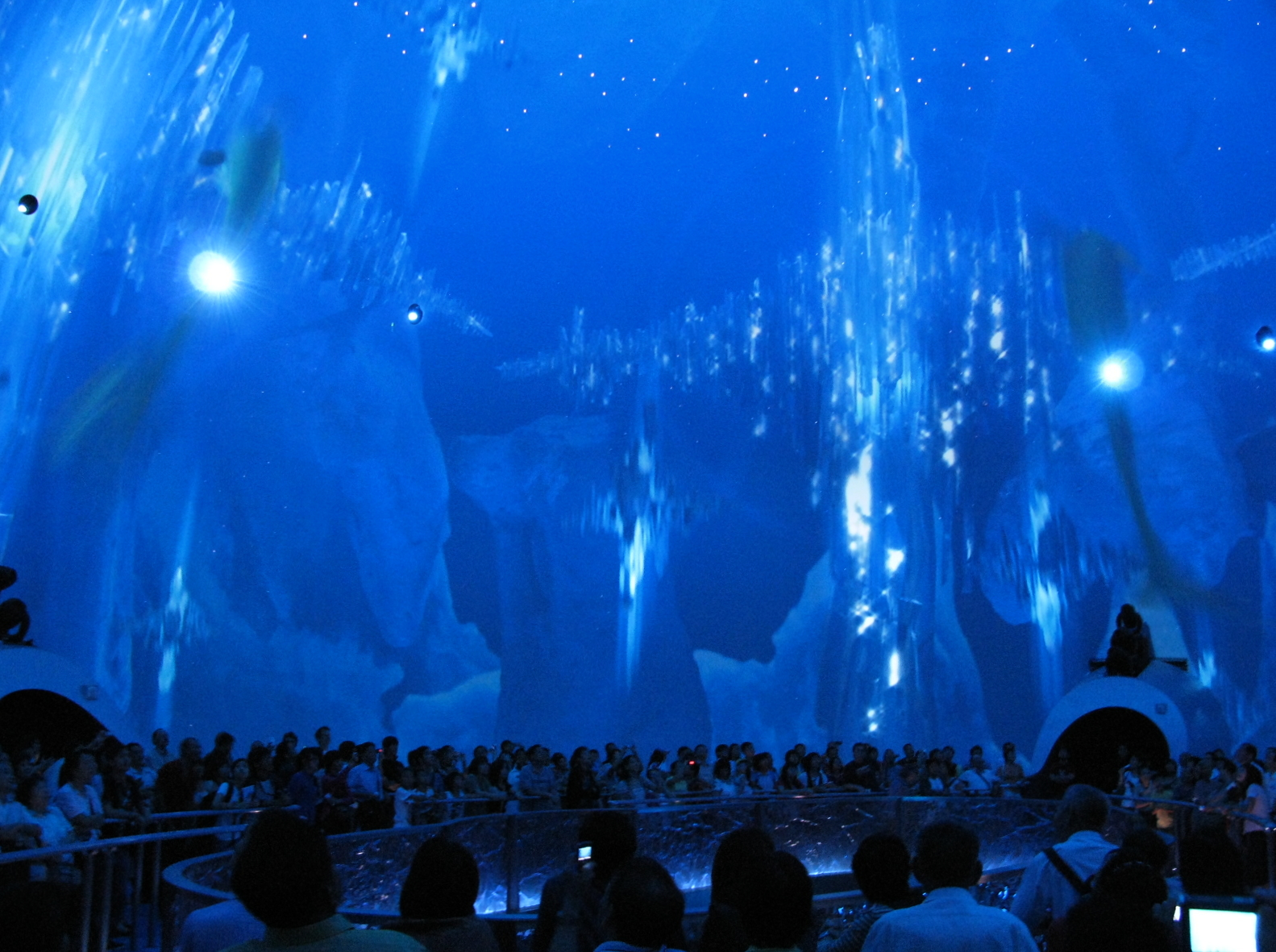
天幕表演「龍騰」

皇冠酒店
硬石酒店

## 擴建工程
2014年起，零售區進行擴建工程。將正門對出的一片人工湖夷平，改為DFS環球免稅集團投資及管理的澳門T廣場，內設超過100個高級品牌。

### 意外
在2015年1月20日，一个姓罗的29岁本地男工人在工地操作吊臂时受伤死亡。
在2017年7月14日，有三个地盘男工人被機器和建材砸中，一死两伤。
在2018年3月18日，一个约30岁的刘姓内地女黑工在工地假天花上工作时跌死了。劳工局勒令该处停工并调查。

## 交通

### 自設交通
新濠天地提供來往酒店與各口岸的接駁專巴服務，設有以下7條路線：
1. 新濠天地 ↔ 關閘（旅遊巴士站 或 賭場及酒店穿梭巴士站）
2. 新濠天地 ↔ 外港碼頭
3. 新濠天地 ↔ 氹仔客運碼頭，澳門國際機場
4. 新濠天地 ↔ 横琴澳方口岸
5. 新濠天地 ↔ 港珠澳大橋澳門邊檢大樓
6. 新濠天地 ↔ 新濠影匯 ↔ 新濠鋒

另曾有三条已取消路线：
1. 新濠天地 ↔ 金蓮花廣場
2. 新濠天地 ↔ 內港客運碼頭
3. 大三巴牌坊→新濠天地

### 合作交通
「路氹金光大道─金光穿梭巴士」提供來往各路氹城區酒店的免費接駁專巴服務，設有以下兩條路線：
| 澳門銀河綜合渡假城 | —        | 澳門威尼斯人 |
| ＼                 |          | ／           |
|                    | 新濠天地 |              |

「路氹─澳門服務專綫」提供來往路氹城及澳門半島澳門美高梅的免費接駁專巴服務，設有以下1條路線：
1. 新濠天地 ↔ 澳門美高梅

### 公共交通

#### 巴士
T363 連貫公路／威尼斯人（Est. do Istmo／Venetian）
路線：15、21A、25、25AX、25B、26、26A、56、MT4、N3
T373 偉龍／科技大學（Wai Long／M.U.S.T.）
路線：26、36、51A、51X、73S、AP1、AP1X、MT1、N2、N5、N6
T375 連貫公路／新濠天地（Est. do Istmo／C.O.D.）
路線：15、21A、25、25AX、25B、25BS、26、26A、51X、56、73S、MT4、N3
T391 霍英東馬路／科技大學（Av. Dr. Henry Fok／M.U.S.T.）
路線：50、N6
T392 霍英東馬路／新濠天地（Av. Dr. Henry Fok／C.O.D.）
路線：35、50、50B、701X
T400 路氹東／新濠天地（Cotai Leste／C.O.D.）
路線：50、701X、N5

#### 輕軌
█  氹仔線路氹東站

## 計劃合作伙伴
- 凱悅酒店集團
- Hard Rock International
- Dragone Entertainment GmbH

## 興建圖集

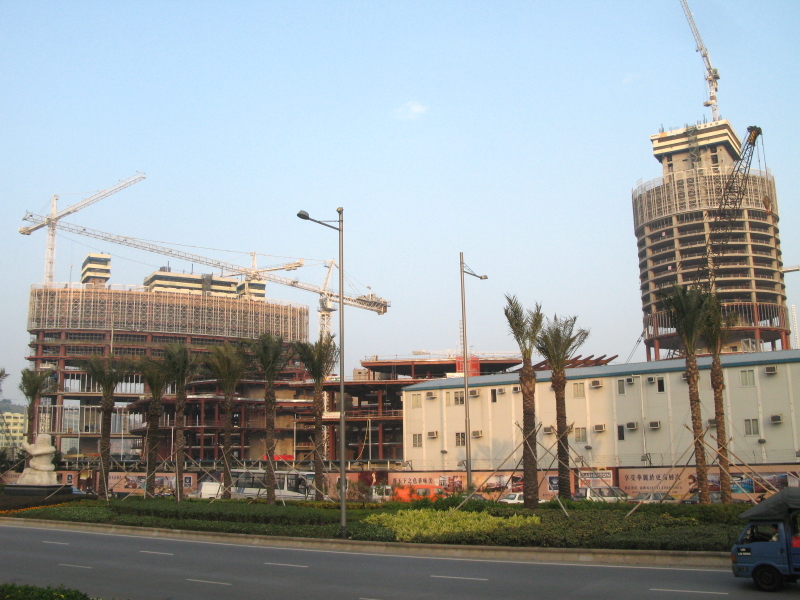
新濠天地尚在建築中（2007年12月）
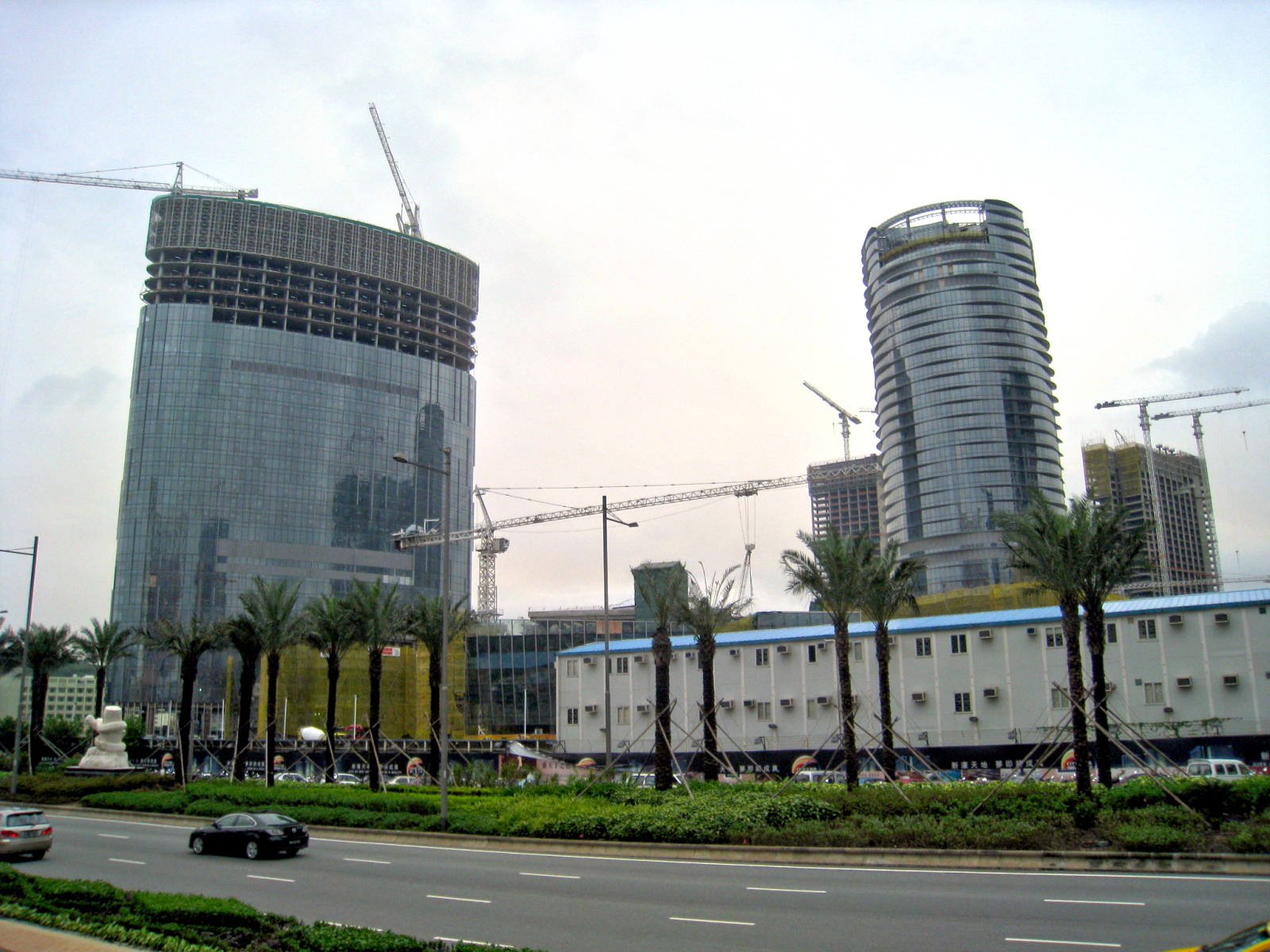
建築中的新濠天地（2008年6月）

## 鄰近建築／景點
| 景點 - 路環小型賽車場 - 澳門賽馬會 - 澳門國際遊艇俱樂部 旅館或商業項目 - 皇庭海景酒店 - 澳門葡京人 | 建設 - 路氹國際體育綜合體 - 澳門東亞運動會體育館 （澳門蛋） - 保齡球中心 - 網球學校 - 國際射擊中心 - 澳門戶外表演區 - 澳門科技大學 - 科大醫院 - 蓮花大橋 - 東方高爾夫球會 - 離島醫院綜合體北京協和醫院澳門醫學中心 - 駕駛學習暨考試中心 - 澳門鏡湖護理學院 | 「路氹金光大道™」商標項目 - 澳門威尼斯人度假村酒店 - 金光綜藝館 - 澳門百利宮 - 四季酒店 - 百利沙娛樂場 - 四季·名店 - 澳門倫敦人 - 康萊德酒店 - 倫敦人酒店 - 倫敦人名匯 - 瑞吉酒店 - 澳門巴黎人 - 巴黎人酒店 | 路氹城其他大型項目 - 新濠天地 - 頤居 - 迎尚酒店 - 君悅酒店 - 摩珀斯酒店 - 新濠大道 - 澳門銀河 - 澳門銀河酒店 - 澳門大倉酒店 - 澳門悅榕庄酒店 - 澳門JW萬豪酒店 - 澳門麗思卡爾頓酒店 - 澳門百老匯 - 萊佛士酒店 - 安達仕酒店 - 澳門嘉佩樂酒店 - 新濠影滙 - 新濠影滙酒店 - 澳門W酒店 - 永利皇宫 - 永利皇宮酒店 - 美獅美高梅 - 上葡京 |

## 外部連結
- 新濠國際發展有限公司網頁 (Melco)  （页面存档备份，存于）
- 新濠天地官方網站 （页面存档备份，存于）